# Zoom zoom zen
Zoom zoom zen est une émission humoristique d’actualité et d’analyse. Qui prend le temps de décrypter l’actualité, via les mots de que l’on entend, mais que l’on ne connait pas forcément. Diffusée sur France Inter depuis le 29 aout 2022 en quotidienne, du lundi au samedi, d’abord de 16h à 17h, puis du lundi au vendredi de 16h à 18h à partir de la rentrée 2024, après l’échec de l’émission de Jusqu’ici tout va bien, qui devait remplacer C’est encore nous. Elle est présentée par Matthieu Noël, secondé par Manon Mariani, spécialiste réseaux sociaux, et Quentin Lhui, micro-trotteur, également chargé d’une revue de presse. Le rédacteur en chef et spécialiste média Cyril Lacarrière intervient également, du même que le journaliste Pierre Courade et les nombreux humoristes de l’émission, qui viennent clôturer les émissions. L’émission est un succès d’audience, rassemblant 624.000 auditeurs quotidien.

## Concept
L’émission a pour concept de zoomer sur un nouveau mot par jour, afin de le comprendre avec un spécialiste du sujet afin de le comprendre, dans le détail, avec joie et bonne humeur.
Tandis que la seconde partie est dédié au décryptage de l’actualité en tant que tel, selon le même principe.

## Chroniques
D’où ça sort : Petit billet de Cyril Lacarrière, qui vient planter le décor et donne quelques éléments avant de démarrer l’émission. 16h10 (depuis 2022)
Complètement à la rue : Micro-Trottoir de Quentin Lhui, où il interroge des passants sur le sujet du jour, leur demandant leur avis et qui permet également de faire ressortir d’autres questions. 16h25 (depuis 2022)
Zoom Zoom Test : Quizz animé par Matthieu Noël entre Quentin Lhui et Manon Mariani, dans lequel ils s’affrontent dans un QCM autour de questions plus ou moins proches du sujet du jour. 16h35 (depuis 2022)
La Personne à Suivre : Chronique dans laquelle Manon Mariani présent un spécialiste ou une personne à suivre pour approfondir le sujet du jour. 16h45 (depuis 2024)
Le Petit Carnet de Pierre Courade : Billet conclusif dans lequel le journalise Pierre Courade résume en une minute, plus ou moins chrono en main, les différents propos abordés autour du sujet du jour. 16h55 (depuis 2024)
Billet d’humour : Chroniqueurs changeants. 16h55 (depuis 2022)
Zoom Zoom Zinc : Petit débat entre les différents chroniqueurs de l’émission sur un sujet d’actualité. 17h20 (2024)
LacarNews : Les 3 infos essentielles de l’actualité à ressortir dans les diners, avec le spécialiste média et rédacteur en chef de l’émission, Cyril Lacarrière. 17h25 (depuis 2024)
Sa France à Lhui : Revue de presse de la Presse Quotidienne Régionale en fonction du sujet d’actualité, par Quentin Lhui. 17h30 (depuis 2024)
La chronique de Marie De Brauer : Billet d’humour piquant et délirant de l’actu par Marie de Brauer. 17h35 (depuis 2024)
Veille Sanitaire : Analyse quotidienne des réseaux sociaux par Manon Mariani, dans laquelle elle décrypte les tendances, modes et faits et gestes des plus grandes stars des réseaux, avec option déconstruction des arguments des influenceurs masculinistes. 17h45 (depuis 2022)
Billet d’humour : Chroniqueurs changeants. 17h55 (depuis 2024)

## Humoristes
- Benjamin Tranié (2022-2025), mardi
- Tania Dutel (depuis 2022), mercredi
- Rosa Bursztein (depuis 2023), mardi
- Yann Marguet (depuis 2023), jeudi
- Lucie Carbone (depuis 2023), vendredi
- Karim Duval (depuis 2023), jeudi
- Lilia Benchabane (2023-2025)
- Roman Doduik (2023)
- Pierre Thévenoux (2023-2024)
- Marie De Brauer (depuis 2024), du lundi au jeudi
- Merwane Benlazar (depuis 2024), lundi
- Charles Nouveau (depuis 2024), vendredi
- Harold Barbé (depuis 2024), mercredi
- Ahmed Sparrow (depuis 2024), mercredi
- Marine Léonardi (depuis 2024), lundi
- Jessé (depuis 2024), jeudi
- Elena Nagapetyan (depuis 2024), jeudi
- Guiguipop (depuis 2025), vendredi
- Camille Lorente (depuis 2025), mardi ou jeudi

## Historique
L’émission est lancée le 29 août 2022 sur France Inter sur une durée de 55 minutes, juste après le journal de 16h. Avec les 5 rendez-vous originaux, le D’où ça sort, le Complètement à la rue, le Zoom Zoom Test, la Veille Sanitaire et le moi, c’que j’en dit…, entre-coupés par 3 pauses musicales.
Les deux premières saisons, les seuls changements sont les humoristes qui rejoignent la bande de plus en plus nombreux.
En juillet 2024 est faite l’annonce du rallongement de l’émission d’une heure, allant donc jusqu’à 18h, une nouvelle formule est donc créée, avec de nouveau rendez-vous, tels que Le petit carnet de Pierre Courade, et La personne à suivre, en première partie, et le Zoom Zoom Zinc, Sa France à Lhui, La chronique de Marie De Brauer, La veille sanitaire, qui est reculée, et un autre billet d’humour, juste avant le journal de 18h. Le Zoom Zoom Zinc est vite remplacé par le LacarNews.
La deuxième partie du vendredi a également sa propre formule, pré-enregistrée la plupart du temps, et appelée Zoom Zoom Back, dans lequel l’émission revient en compagnie d’un invité sur une année marquante. Cette formule a également ses propres chroniques, telles que le Complètement aux archives, la Toute Première Fois, le Retour vers... depuis remplacé par Rétropop et le billet d’humour de Charles Nouveau.
Formule toutefois bousculée pour la troisième dernière de la saison, le 27 juin 2025, avec 5 invités exceptionnels, Bob Sinclar, Nicky Doll, Salomé Saqué, Jonathan Lambert et Victor Castanet.
Du 14 avril au 2 mai 2025, durant le congé paternité de Matthieu Noël, il est remplacé par son trio de camarades, Cyril Lacarrière, Manon Mariani et Quentin Lhui.